# Aurelia Bonet Hortelano
Aurelia Bonet Hortolà (València, 1927), és la primera doctora en Física i la primera dona que forma part del professorat de Físiques de l'Escola Politècnica de València en 1967.

## Biografia
Aurelia va estudiar de nena en el col·legi de la Companyia de Santa Teresa de Jesús i en els anys cinquanta es matricula en ciències Químiques, moment en el qual en la facultat de física de València és bressol de la física de partícules. Té com a professor a Joaquín Catalá, catedràtic de física, qui li ofereix entrar d'ajudant en l'Institut de Física Corpuscular, que és considerat com el pioner de les recerques relacionades amb la tècnica de les emulsions fotogràfiques. Així realitza la seva tesi de física nuclear; el 4 de desembre de 1958 llegeix la seva tesi doctoral titulada: ‘’Estudi de la reacció C12 (d, α) B10 mitjançant emulsions fotonucleares'’, en la qual va obtenir un Excel·lent cum laude.
Va contreure matrimoni amb el també físic Eugenio Villar García amb qui es va traslladar a Cantàbria per motius laborals. En 1971 entra a treballar en la Facultat de Ciències de Santander, en el Departament de Física Aplicada, on ajuda a l'organització de l'assignatura de Física General. L'any 1973 aconsegueix la plaça per oposició com a professora adjunta en la Facultat de Ciències de la Universitat de Cantàbria i romandrà com a docent fins a la seva jubilació en el departament de Física Aplicada.
La seva labor docent no se cenyeix exclusivament a les classes en la facultat, sinó que estén el seu àmbit a activitats transversals com a organització de les Olimpíades de Física locals, publica treballs de recerca a les àrees de Física Nuclear, Radioactividad i Medi ambient; participa en l'elaboració de diversos estudis, com el realitzat a la Sala de Polícroms d'Altamira per establir un règim de visites compatible amb la conservació de les pintures; o l'estudi de la radioactividad en les aigües medicinals i en la llet quan es va produir la fuita de Chernobyl.
En 2006, la Direcció general de la Dona del Govern de Cantàbria la va triar com una de les Grans Dones a les quals es va homenatjar el 8 de març, “per haver desenvolupat una brillant carrera com a professora i investigadora universitària, malgrat haver estat mare de sis fills”.
Va ser nomenada Acadèmica Corresponent, en la Reial Acadèmia de Medicina de Cantàbria el 31 de maig de 2012.